# The Monkees Present
The Monkees Present (också känd somThe Monkees Present Micky, David, Michael eller endast Present) är The Monkees åttonde studioalbum utgivet 1 oktober 1969 av skivbolagen Colgems Records (i USA) och RCA Records. Albumet var det sista albumet som Michael Nesmith medverkade på (innan återföreningen på albumet Justus 1996), officiellt lämnade han gruppen den 1 mars 1970.
Ursprungligen var detta album tänkt som en dubbel-LP, där var och en av gruppmedlemmarna hade var sin LP-sida till sitt förfogande (vid det här laget spelade de in låtar var för sig), men i och med att Peter Tork lämnade gruppen och att skivförsäljningen rasade i rask takt, skrinlades dessa planer.
Albumet nådde Billboard-listans 100:e plats.

## Låtlista
Singelplacering i Billboard inom parentes.
Sida A
1. "Little Girl" (Micky Dolenz) – 2:00
2. "Good Clean Fun" (Michael Nesmith) (#82)[3] – 2:19
3. "If I Knew" (David Jones/Bill Chadwick) – 2:22
4. "Bye Bye Baby Bye Bye" (Mickey Dolenz/Ric Klein) – 2:20
5. "Never Tell a Woman Yes" (Michael Nesmith) – 3:47
6. "Looking for the Good Times" (Tommy Boyce/Bobby Hart) – 2:04

Sida B
1. "Ladies Aid Society" (Tommy Boyce/Bobby Hart) – 2:41
2. "Listen to the Band" (Michael Nesmith) (#63) – 2:42
3. "French Song" (Bill Chadwick) – 1:59
4. "Mommy and Daddy" (Micky Dolenz) – 2:13
5. "Oklahoma Backroom Dancer" (Michael Martin Murphy) – 2:36
6. "Pillow Time" (Janelle Scott/Matt Willis) – 2:32

Bonusspår på den remastrade CD-utgåvan utgiven i november 1994
1. "Calico Girlfriend Samba" (Michael Nesmith) – 2:33
2. "The Good Earth" (Ben Nisbet) – 1:38
3. "Listen to the Band" (Michael Nesmith) (alternativ version) – 2:46
4. "Mommy and Daddy" (Micky Dolenz) (alternativ version) – 2:08
5. "The Monkees Present Radio Promo" – 1:03

## Medverkande
Musiker (The Monkees-medlemmar)
- Micky Dolenz – sång (spår A1, A4, B4, B6), bakgrundssång (A1, A4, A6, B1, B4), akustisk gitarr (A1, B6), piano (B4)
- Michael Nesmith – sång (A2, A5, B2, B5), bakgrundssång (A5), akustisk gitarr (A5), elgitarr (B2)
- Davy Jones – sång (A3, A6, B1, B3), bakgrundssång (A3, A4)

Bidragande musiker
- Louie Shelton – elgitarr (spår A1, A4, B1, B5, B6), akustisk gitarr (B3)
- Ray Pohlman – basgitarr (A1, B6)
- Earl Palmer – trummor (A1, B6)
- Wayne Moss – gitarr (A2, B2)
- Lloyd Green – steel gitarr (A2, B2)
- Bobby Thompson – banjo (A2)
- Norman Putnam – basgitarr (A2, B2)
- Jerry Carrigan – trummor (A2)
- David Briggs – piano (A2, B2)
- Buddy Spicher – violin (A2)
- Bill Chadwick – bakgrundssång (A3)
- David Cohen – akustisk gitarr (A3)
- Max Bennett – basgitarr (A3, B3, B5)
- Hal Blaine – trummor (A3–A5, B3)
- Michel Rubini – piano (A3, B5), keyboard (B2, B4), orgel (B3)
- James Burton – banjo (A4)
- Joe Osborn – basgitarr (A4, A5)
- Tommy Morgan – munspel (A4)
- Al Casey – banjo (A5)
- Tommy Boyce – bakgrundssång (A6, B1)
- Bobby Hart – bakgrundssång (A6, B1), orgel (A6), piano (B1)
- Ron Hicklin – bakgrundssång (A6, B1)
- Larry Taylor – basgitarr (A6, B1)
- Billy Lewis – trummor (A6, B1)
- Gene Estes – tamburin (A6)
- Wayne Erwin – gitarr (B1), bakgrundssång (B1)
- Emil Richards – percussion (B1, B3)
- Gerry McGee – gitarr (B1)
- Steve Huffsteter – trumpet (B1)
- Gilbert Falco – trombon (B1)
- Dick Hyde – trombon (B1)
- Bob Jung – horn (B1)
- Don McGinnis – horn (B1)
- Mike Saluzzi – gitarr (B2, B4)
- Jerry Carrigan – trummor (B2)
- Charlie McCoy – munspel (B2)
- Don McGinnis – mässinginstrument (B2, B4)
- Bud Brisbois – trumpet (B2, B4)
- Buddy Childers – trumpet (B2, B4)
- Ray Triscari – trumpet (B2, B4)
- Dick Nash – trombon (B2, B4)
- John Kitzmiller – tuba (B2, B4)
- Frank Bugbee – akustisk gitarr (B3)
- Tim Weisberg – flöjt (B3)
- Coco Dolenz – bakgrundssång (B4)
- Dom DeMieri – gitarr (B4)
- Pat Coghlan – okänd (B4)
- Mike Deasy – gitarr (B5)
- Eddie Hoh – trummor (B5)

Produktion
- Micky Dolenz – producent (spår A1, A4, B4, B6)
- Michael Nesmith – producent (A2, A5, B2, B5)
- Davy Jones – producent (A3, B3)
- Bill Chadwick – producent (A3, B3)
- Tommy Boyce – producent (A6, B1)
- Bobby Hart – producent (A6, B1)